# Dollart

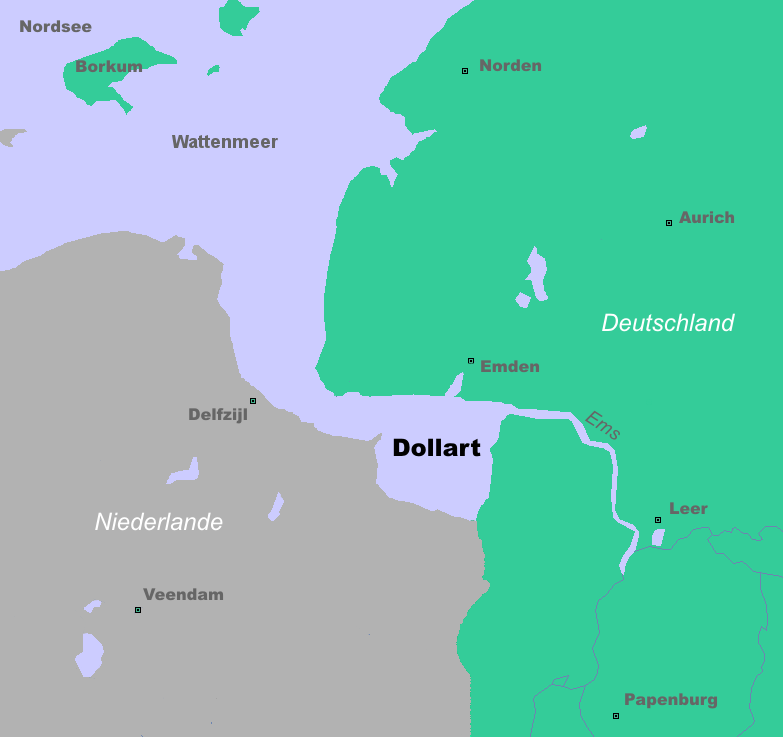
A Dollart öböl az Ems torkolatában.

A Dollart az Ems torkolatában, Hollandia és Németország határvidékén fekvő, mintegy 100 km² területű tengeröblözet. Területének 90%-a Németországé.

## Kialakulás
A Dollart a középkori vihardagályok alkalmával fokozatosan formálódott ki. 1212-ben a területén még 20 templommal is rendelkező, illetve 15 egyéb település volt. Területe 1277-ben kezdett formálódni. A Dollart mai öblözetének keleti része az 1362-es vihardagály alkalmával került víz alá. Az öblözet nyugati nyúlványa 1460-ban alakult ki, szintén egy vihar alkalmával. Területe ekkor körülbelül 320km² lehetett.
A 17. századtól kezdve a Dollart körül egyre több gátat építettek, így terjeszkedését megállították. A későbbiekben elkezdődött az öblözet fokozatos felszámolása. A Dollart déli nyúlványait gátakkal lemetszették, területüket polderesítették. Az utolsó polder 1877-ben készült el, ekkor alakult ki az öblözet mai kerek partvonala.

## Természeti adottságok
A Dollart területének 78%-a watt, az apály idején területéről távozik a víz. Vize a sós tengervíz és az édesvíz keveredésével kialakuló ún. brakk. Az öblözetet 1930-ig az Emstől kőszórásokkal, gátakkal elválasztották, hogy az Ems hajózóútját a Dollart területéről beérkező hordaléktól megóvják. A távozó víz áramlása emiatt az öböl ÉK-i részén meggyorsult, a terület egyre hosszabb ideig van víz alatt.
Ma a Dollart egésze a legszigorúbban védett terület.

## Lásd még
- Árapály
- Árapálysíkság
- Vihardagály
- Jade (folyó)